# Fotis Koutzavasilis
Fotis Koutzavasilis (Salónica, 11 de março de 1989) é um futebolista grego, que atua como goleiro. Joga no PAOK, e usa a camisa 30.